# Yoshinori Shigematsu
Yoshinori Shigematsu (重松 良典 Shigematsu Yoshinori?,  nacido el 2 de abril de 1930 en Hiroshima) es un exfutbolista japonés que se desempeñaba como delantero.
En 1958, Shigematsu jugó para la selección de fútbol de Japón. Shigematsu fue elegido para integrar la selección nacional de Japón para los Juegos Asiáticos de 1958.

## Trayectoria

### Clubes
| Club            | País  | Año         |
| --------------- | ----- | ----------- |
| Toyo Industries | Japón | 1954 - ???? |

### Selección nacional
| Selección | País  | Año  |
| --------- | ----- | ---- |
| Absoluta  | Japón | 1958 |

## Estadística de equipo nacional
| Selección de Japón | Selección de Japón | Selección de Japón |
| Año                | Part.              | Goles              |
| ------------------ | ------------------ | ------------------ |
| 1958               | 1                  | 0                  |
| Total              | 1                  | 0                  |